# Marcel Berger
Pour les articles homonymes, voir Berger (homonymie).
Marcel Berger, né le 14 avril 1927 à Paris où il est mort le 15 octobre 2016, est un mathématicien français, spécialiste de la géométrie différentielle et ancien directeur de l'Institut des hautes études scientifiques (IHÉS).

## Biographie

### Études
Marcel Berger fait de 1948 à 1951 puis de 1952 à 1953 des études supérieures scientifiques à l'École normale supérieure et à la faculté des sciences de l'université de Paris où il obtient les licences ès sciences mathématiques et ès sciences physiques.

### Carrière académique
Lauréat du concours d'agrégation de mathématiques en 1951, il est détaché au Centre national de la recherche scientifique (CNRS) comme attaché de recherche (1953-54). Il obtient le doctorat ès sciences mathématiques devant la faculté des sciences de l'université de Paris en 1954 avec une thèse principale sur des groupes d'holonomies des variétés riemanniennes et des variétés affines sans torsion, et est nommé chargé de recherche (1953-1954). Il est ensuite chargé de cours à la faculté des sciences de l'université de Strasbourg l'année 1958-59, puis associé de recherche à l'Institut de technologie du Massachusetts (1956-57). De retour en France, il est nommé maître de conférences à la faculté des sciences de l'université de Strasbourg, d'abord de façon temporaire (1957), puis de façon permanente (1958). Il y est nommé professeur titulaire à titre personnel en 1962, après une année comme professeur invité à l'université de Californie à Berkeley. En 1964 il est transféré à la faculté des sciences de l'université de Nice. Il y reste deux ans, avant d'être nommé le 1er octobre 1966 à la faculté des sciences de l'université de Paris titulaire de la chaire de géométrie supérieure après la mort de Jean Favard. Lors de la scission de la faculté des sciences, il rejoint l'université Paris-VII, puis en 1974 devient directeur de recherche du CNRS. Il préside la Société mathématique de France de 1979 à 1980. En 1985, il prend la direction de l'IHÉS de Bures-sur-Yvette, qu'il quitte fin 1993. Il meurt le 15 octobre 2016 dans le 15e arrondissement de Paris.

## Publications
Marcel Berger est l'auteur de deux livres de cours de mathématiques faisant référence : Géométrie différentielle, variétés, courbes et surfaces (avec Bernard Gostiaux) [détail des éditions] et Géométrie [détail des éditions].
en français
- (avec Paul Gauduchon et Edmond Mazet) Le spectre d'une variété riemannienne. Lecture Notes in Mathematics, Vol. 194 Springer-Verlag, Berlin-New York 1971.
- Sur les groupes d'holonomie homogène des variétés à connexion affine et des variétés riemanniennes. Bull. Soc. Math. France 83 (1955), 279–330.
- Les espaces symétriques noncompacts. Ann. Sci. École Norm. Sup. (3) 74 1957 85–177.
- Les variétés riemanniennes homogènes normales simplement connexes à courbure strictement positive. Ann. Scuola Norm. Sup. Pisa (3) 15 1961 179–246.
- Systoles et applications selon Gromov, Séminaire Bourbaki, Vol. 1992/93. Astérisque No. 216 (1993), Exp. No. 771, 5, 279–310. [lire en ligne]
- Cinq siècles de mathématiques en France, Association pour la diffusion de la pensée française, 2005
- Géométrie vivante : ou l'échelle de Jacob, Paris, Cassini, coll. « Nouvelle bibliothèque mathématique », 2009, 973 p. (ISBN 978-2-84225-035-5)
- Marcel Berger, Géométrie 1, Paris, Cassini, coll. « Nouvelle bibliothèque mathématique », 2016, 434 p. (ISBN 978-2-84225-145-1)
- Marcel Berger, Géométrie 2, Paris, Cassini, coll. « Nouvelle bibliothèque mathématique », 2016, 546 p. (ISBN 978-2-84225-146-8)

en anglais
- (en) Riemannian Geometry during the Second Half of the Twentieth Century (1998, rééd. 2000) [détail des éditions]
- (en) A Panoramic View of Riemannian Geometry [détail des éditions]
- (en) « What is... a Systole? », Notices Amer. Math. Soc., vol. 55, no 3,‎ 2008, p. 374-376
- (en) « Encounter with a Geometer, Part I », Notices Amer. Math. Soc., vol. 47, no 2,‎ février 2000, p. 183–194 (lire en ligne)
- (en) « Encounter with a Geometer, Part II », Notices Amer. Math. Soc., vol. 47, no 3,‎ mars 2000, p. 326–340 (lire en ligne)
- (en) Marcel Berger (trad. de l'allemand), Geometry Revealed : A Jacob's Ladder to Modern Higher Geometry, Heidelberg/New York, Springer-Verlag, 2010, 830 p. (ISBN 978-3-540-70997-8, lire en ligne) (traduction de Géométrie vivante) .

## Prix et distinctions
- 1956 : Prix Peccot du Collège de France[3]
- 1962 : prix Maurice-Audin
- 1969 : prix Carrière de l'Académie des sciences
- 1978 : prix Leconte de l'Académie des sciences
- 1979 : prix Gaston-Julia
- Membre de la Société mathématique de France
- Membre de l'American Mathematical Society
- Officier des palmes académiques
- Chevalier de la Légion d'honneur[Quand ?]